# 烏丸あやの
烏丸 あやの（からすま あやの、1997年10月5日 - ）は日本のモデル、タレント。大阪府出身。所属事務所はシンフォニア。愛称は、あやにゃん、烏丸ちゃん、姫ちゃん。

## 経歴
高校生の頃、大好きな古典の先生の助言もあり、兼ねてからの夢だった芸能界を目指す。2017年3月に、ECCアーティスト美容専門学校モデル・タレントコース卒業。5月28日、パレット撮影会にてグラビア撮影会デビューを果たす。8月16日には、神社好きが高じてNicheee!にて『魅惑のＦカップ！烏丸あやのの「開運！神社探訪」』の連載を始める。
2018年6月1日に行われた「SPA!グラビアン魂新人グラドル発掘公開オーディション」に参加、特別賞を受賞する。
8月21日発売の週間SPA!にてグラビア掲載も果たす。

## 人物
- 趣味は、神社巡り。中学生の頃にTVでやっていたパワースポット神社特集を見て、母と一緒に行ったのがきっかけ。
- チャームポイントは、童顔と誰にも柔らかさは負けない胸。
- 好きな食べ物は、イチゴ、綿菓子、たこ焼き。
- 好きなお菓子は、まるごとおいしい干し梅、茎わかめ、アルフォート。
- 嫌いな食べ物は、パプリカ、ピーマン。
- 憧れの芸能人は、天木じゅん様。
- 好きな歌手は、西野カナ、阿部真央、ミオヤマザキ。
- 好きな動物は、猫、爬虫類全般。爬虫類ではイグアナが好きで、家ではイモリを飼っている。
- 飼っているペットは、イモリ以外にも愛猫(名前はグリ)、愛犬(名前はソラ)がいる。
- 好きなスポーツは、高校野球。
- 好きな花は、バラ。服、iPhoneケース、ネックレス、香水、ハンドクリーム、部屋の匂い、入浴剤など全部バラ物にするほど。
- 好きな色は、ピンク。持ち物はほぼ全てピンクにするほど。
- 好きな駅は、烏丸駅。
- 料理と家事は意外と得意である。
- 思った事は年上でも言う性格である。
- 友人と連絡する時でも、絵文字はあまり使わない。
- 自称晴れ女である。

## 神社巡り
- 川越氷川神社(埼玉県)
- 今戸神社(東京都)
- 明治神宮(東京都)
- 伊勢神宮(三重県)
- 白鬚神社(滋賀県)
- 竹生島神社(滋賀県)
- 近江神宮(滋賀県)
- 河合神社(京都府)
- 下鴨神社(京都府)
- 出雲大神宮(京都府)
- 安井金比羅宮(京都府)
- 車折神社(京都府)
- 大津神社(大阪府)
- 布忍神社(大阪府)
- 堀川戎神社(大阪府)
- 八大龍王(大阪府)
- 大阪天満宮(大阪府)
- 大和神社(奈良県)
- 玉置神社(奈良県)
- 春日大社(奈良県)
- 談山神社(奈良県)
- 蛭子神社(香川県)
- 出雲大社(島根県)
- 太宰府天満宮(福岡県)

## 出演

### 雑誌
- 『週間SPA!』グラビアン魂新人オーディション2018受賞記念撮りおろし（2018年8月28日号）[3]